# طرقه آوازخوان بال‌قهوه‌ای
طرقه آوازخوان بال‌قهوه‌ای (نام علمی: Myophonus castaneus)، که همچنین به عنوان طرقه آوازخوان سوماترا یا طرقه آوازخوان بال‌بلوطی شناخته می‌شود، یک پرنده گنجشک‌سان وابسته به سردهٔ طرقه آوازخوان Myophonus در خانواده Muscicapidae است. این گونه بوم‌زاد جزیره سوماترا در اندونزی است. در گذشته، اغلب به همراه طرقه آوازخوان جاوه‌ای (M. glaucinus) و طرقه آوازخوان بورنئویی (M.borneensis) به عنوان «طرقه آوازخوان» (M. glaucinus) جمع می‌شد، اما اکنون اغلب بر اساس تفاوت در پر و اندازه‌گیری‌ها به عنوان یک گونه طرقه جداگانه در نظر گرفته می‌شود.
دارای صدای سوت بلند و صدای رنده‌ای شدید است.
در جنگل‌های کوهستانی از ارتفاع ۴۰۰ تا ۱۵۰۰ متری از سطح دریا یافت می‌شود. معمولاً در نزدیکی نهرها یافت می‌شود و به‌طور معمول در لایه‌های میانی و زیرسایبانی جنگل نگهداری می‌شود. این پرنده کمیاب است و اعتقاد بر این است که در نتیجه جنگل‌زدایی در حال کاهش است.